# (22367) 1993 MZ
(22367) 1993 MZ là một tiểu hành tinh vành đai chính. Nó được phát hiện bởi Robert H. McNaught ở Đài thiên văn Siding Spring ở Coonabarabran, New South Wales, Australia, ngày 18 tháng 6 năm 1993.